# MacBook (2015-2019)
De MacBook is een computer uit de MacBook-serie, uitgebracht door Apple Inc. De computer is beschikbaar in spacegrijs, zilver, goud en sinds het model uit 2016 ook in roségoud.
Op 19 april 2016 heeft Apple de MacBook geüpdatet met nieuwe Intel Core M processors van de zesde generatie, Intel HD 515 graphics, sneller RAM geheugen, langere batterijduur, een snellere SSD en een nieuwe kleur: roségoud.
Op 5 juni 2017 heeft Apple de MacBook geüpdatet met Intel Kaby Lake m3-, i5- en i7-processors, een vlindertoetsenbord van de tweede generatie, sneller RAM geheugen en een snellere SSD. Op 30 oktober 2018 schrapte Apple twee kleuropties (roségoud en het originele goud) en voegde een nieuwe kleuroptie toe (nieuw goud) die past bij het kleurenschema van de Apple-apparaten uit 2018.
Op 9 juli 2019 is Apple in alle stilte gestopt met de MacBook-lijn.

## Uiterlijk

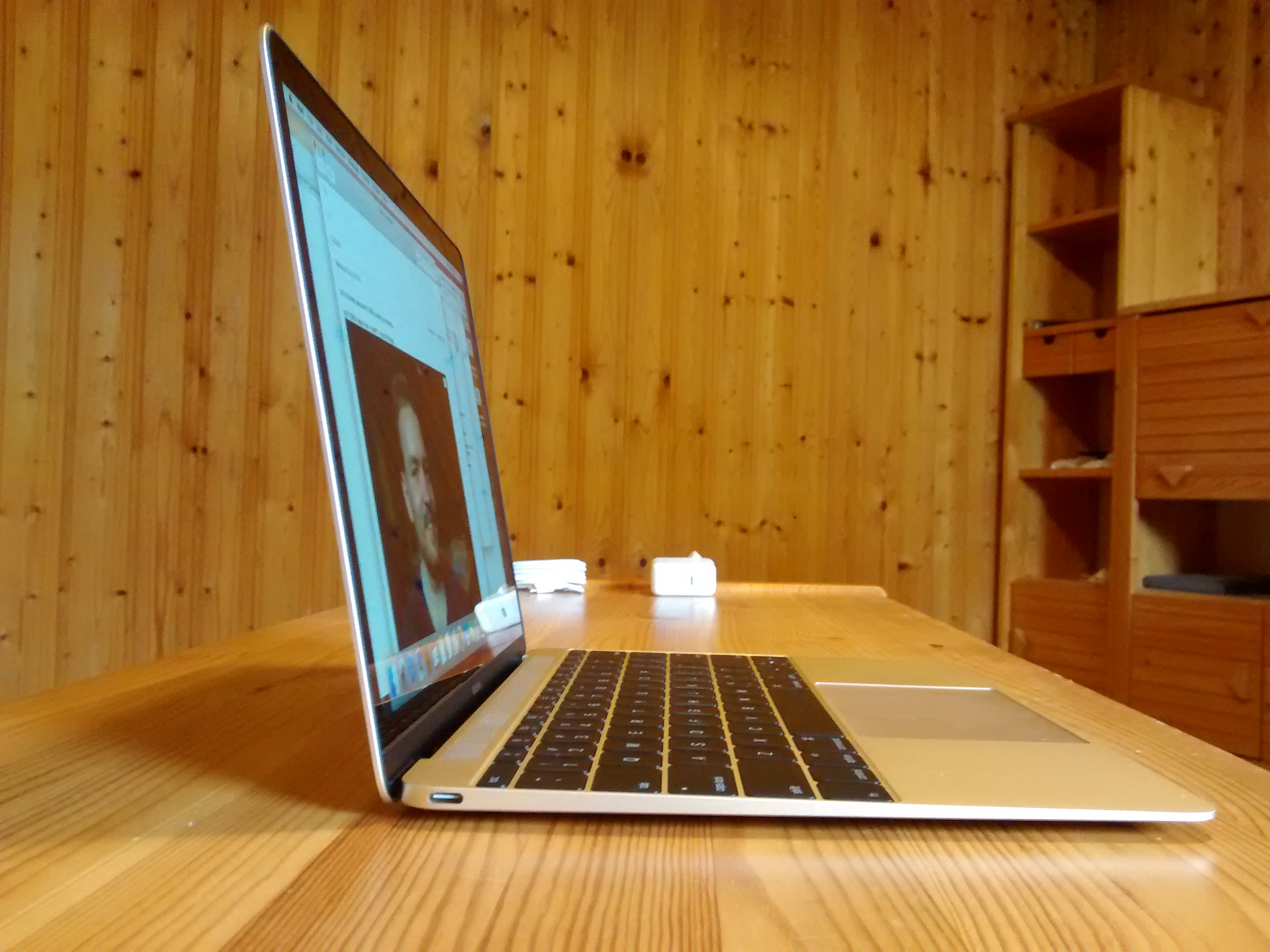
Een MacBook vanaf de zijkant.

De MacBook is de dunste computer uit de Mac serie. Op het dikste punt is de MacBook 13,1 mm. De MacBook heeft een Intel Core M processor (Skylake architectuur) waardoor er geen koeling nodig is. De batterij heeft een speciale vorm om te passen in de kleine laptop. Volgens testen kun je er tot 9 uur mee browsen op internet of 10 uur films kijken via iTunes. In het model van 2016 heeft Apple de batterij verder verbeterd waardoor er -volgens Apple- tot 10 uur mee te browsen is op het internet, het bekijken van films via iTunes kan nu 11 uur.

### Toetsenbord en trackpad
De MacBook heeft een vernieuwd toetsenbord en trackpad. De toetsen zijn groter geworden en maken gebruik van een mechanisme dat Apple het 'vlindermechanisme' noemt. Het lettertype op de toetsen is San Francisco, in eerdere Mac-toetsenborden is dit VAG Rounded.
Deze computer is de eerste met een Force Touch trackpad, hierdoor merkt de trackpad hoe hard er wordt gedrukt. De trackpad is later ook op de MacBook Pro en Magic Trackpad toegepast. Een vergelijkbare techniek werd later ook toegevoegd aan de Apple Watch en iPhone 6S. In die laatstgenoemde wordt het overigens '3D Touch' genoemd.

### Poorten
Doordat de MacBook zo dun is zijn er maar 2 poorten aanwezig op de Mac. Eén USB-C poort voor het opladen, aansluiten van apparaten zoals externe harde schijven en schermen. Daarnaast is er ook een 3,5 mm jack aanwezig voor het aansluiten van hoofdtelefoons of luidsprekers.
Voor het aansluiten van beeldschermen, apparaten en externe harde schijven op de USB-C poort is een adapter nodig. Kort na de introductie van de MacBook begonnen meerdere fabrikanten adapters te maken voor de USB-C poort.

## Specificaties
| Verschillende modellen | Verschillende modellen | Verschillende modellen | Verschillende modellen |
| Model                  | Begin 2015 | Begin 2016 | 2017 |
| ---------------------- | --- | --- | --- |
| Verschijningsdatum     | 10 april 2015 | 19 april 2016 | 6 juni 2017 |
| Model identifier       | MacBook8,1 | MacBook9,1 | MacBook10,1 |
| Modelnummers           | A1534 | A1534 | A1534 |
| Scherm                 | LED-backlit widescreen glossy, Retina Display | LED-backlit widescreen glossy, Retina Display | LED-backlit widescreen glossy, Retina Display |
| Scherm                 | 12" Retina-scherm van 2304 bij 1440 pixels, een 16:10 beeldverhouding, 226 pixels per inch. Ondersteunde geschaalde resoluties: 1440 × 900, 1280 × 800, 1024 × 640                                              | | |
| Camera                 | iSight (480p) | iSight (480p) | iSight (480p) |
| Processor              | 1,1 GHz (M-5Y31) dual-core Intel Core M Broadwell processor (Turbo Boost tot 2,4 GHz) met 4 MB L3 cache 1,2 GHz (M-5Y51) dual-core Intel Core M Broadwell processor (Turbo Boost tot 2,6 GHz) met 4 MB L3 cache | 1,1 GHz dual-core Intel Core m3-6Y30 Skylake processor (cTDP Up mode, Turbo Boost tot 2,2 GHz) met 4MB L3 cache 1,2 GHz dual-core Intel Core m5-6Y54 Skylake processor (cTDP Up mode, Turbo Boost tot 2,7 GHz) met 4MB L3 cache | 1,2 GHz dual-core Intel Core M3-7Y32 Kaby Lake processor (Turbo Boost tot 3.0 GHz) met 4MB L3 cache 1,3 GHz dual-core Intel Core i5-7Y54 Kaby Lake processor (Turbo Boost tot 3,2 GHz) met 4MB L3 cache |
| Systeem                | | | |
| RAM                    | 8 GB 1600 MHz LPDDR3 SDRAM | 8 GB 1866 MHz LPDDR3 SDRAM | 8 GB 1866 MHz LPDDR3 SDRAM (optioneel tot 16 GB, te beslissen bij aankoop) |
| Graphics               | Intel HD Graphics 5300 met LPDDR3 SDRAM gedeeld met het RAM-geheugen | Intel HD Graphics 515 met LPDDR3 SDRAM gedeeld met het RAM-geheugen | Intel HD Graphics 615 met LPDDR3 SDRAM gedeeld met het RAM-geheugen |
| Opslag                 | 256 GB of 512 GB PCIe 2.0 ×4, 5,0 GT/s | 256 GB of 512 GB PCIe 3.0 ×2, 5,0 GT/s | 256 GB NVMe of 512 GB NVMe |
| WiFi                   | Geïntegreerd 802.11a/b/g/n/ac protocol (2,4 & 5 GHz, tot 1,3 Gbit/s) | Geïntegreerd 802.11a/b/g/n/ac protocol (2,4 & 5 GHz, tot 1,3 Gbit/s) | Geïntegreerd 802.11a/b/g/n/ac protocol (2,4 & 5 GHz, tot 1,3 Gbit/s) |
| Bluetooth              | Bluetooth 4.0 | Bluetooth 4.0 | Bluetooth 4.2 |
| Poorten                | USB 3.1 generatie 1 via USB-C, tot 5 Gbit/s | USB 3.1 generatie 1 via USB-C, tot 5 Gbit/s | USB 3.1 generatie 1 via USB-C, tot 5 Gbit/s |
| Poorten                | 3,5 mm headphone jack | | |
| Uitgaande video        | USB 3.1 Type-C generatie 1, tot 5 Gbit/s AirPlay (via AppleTV) | USB 3.1 Type-C generatie 1, tot 5 Gbit/s AirPlay (via AppleTV) | USB 3.1 Type-C generatie 1, tot 5 Gbit/s AirPlay (via AppleTV) |
| Batterij               | 29 watt USB 3.1 Type-C power adapter, 39,7 Wh batterij | 29 watt USB 3.1 Type-C power adapter, 41,4 Wh batterij | 29 watt USB 3.1 Type-C power adapter, 41,4 Wh batterij |
| Gewicht                | 0,92 kilogram | 0,92 kilogram | 0,92 kilogram |
| Afmetingen             | Hoogte: 0,35–1,31 cm Breedte: 28,05 cm Diepte: 19,65 cm | Hoogte: 0,35–1,31 cm Breedte: 28,05 cm Diepte: 19,65 cm | Hoogte: 0,35–1,31 cm Breedte: 28,05 cm Diepte: 19,65 cm |
| Kleuren                | Spacegrijs, Zilver, Goud | Spacegrijs, Zilver, Goud, Roségoud | Spacegrijs, Zilver, Goud, Roségoud |
| OS bij verschijning    | OS X 10.10.2 "Yosemite" | OS X 10.11.4 "El Capitan" | MacOS 10.12 "Sierra" |
| Nieuwste OS            | MacOS 11 "Big Sur" | MacOS 12 "Monterey" | MacOS 13 "Ventura" |